# Agermåne
Slægten Agermåne (Agrimonia) er udbredt med 5 arter i Europa, Nordafrika og Asien. Det er hårede stauder med grundstillede rosetblade og oprette, blomsterbærende stængler. Bladene er fjersnitdelte og groft tandede. Blomsterne er små og gule, og de sidder samlet i endestillede klaser. Frugterne beholder deres underbæger, hvis behåring bliver til krumme børster. Her omtales kun de arter, som er vildtvoksende eller dyrket i Danmark.
| Beskrevne Arter |

- Almindelig Agermåne (Agrimonia eupatoria)
- Vellugtende Agermåne (Agrimonia procera)

| Øvrige Arter |

- Agrimonia gryposepala
- Agrimonia parviflora
- Agrimonia pilosa
- Agrimonia pubescens
- Agrimonia repens

Ordet agermåne er et velkendt eksempel på en folkeetymologisk omdannelse – agrimonia har ikke noget at gøre med ager eller måne.